# Culicoides williamsi
Culicoides williamsi är en tvåvingeart som beskrevs av Gustavo R. Spinelli 2005. Culicoides williamsi ingår i släktet Culicoides och familjen svidknott. Inga underarter finns listade i Catalogue of Life.